# 크로우 - 시리즈
크로우 - 시리즈(The Crow: Stairway To Heaven)는 캐나다에서 제작된 스콧 윌리엄스 감독의 1998년 액션, 범죄, 드라마 텔레비전 영화 시리즈이다. 마크 다카스코스 등이 주연으로 출연하였다.
이 영화는 1994년 영화 크로우에 기반을 둔다.

## 출연

### 주연
- 마크 다카스코스
- 마크 고메즈

### 조연
- 사빈 카센티
- 케이티 스튜어트
- 린다 보이드
- 존 파이퍼-페르구슨
- 존 커스버트
- 크리스티나 콕스
- 줄리 드레이퍼스
- 마이크 크레스테조

## 제작진
- 협력프로듀서: 리처드 쉬워델